# Vailly British Cemetery
Vailly British Cemetery is een Britse militaire begraafplaats met gesneuvelden uit de Eerste Wereldoorlog gelegen in de Franse gemeente Vailly-sur-Aisne (departement Aisne). De begraafplaats werd ontworpen door Edwin Lutyens en ligt 620 m ten westen van het centrum van Vailly (Église Notre-Dame de Vailly), naast de Franse militaire begraafplaats Nécropole nationale de Vailly-sur-Aisne. Ze heeft een rechthoekig grondplan met een oppervlakte van 2.130 m² en wordt aan drie zijden omgeven door een haag. In de gemeenschappelijke grens met de Franse begraafplaats is er een open doorgang. Langs de straatzijde wordt ze begrensd door een natuurstenen muur met een boogvormig poortgebouw. Het Cross of Sacrifice staat tegen de westelijke zijkant en de Stone of Remembrance staat er recht tegenover, centraal op het pad dat van de toegang naar het schuilgebouw aan de noordelijke begrenzing loopt. De begraafplaats wordt onderhouden door de Commonwealth War Graves Commission. 
Er worden 674 doden herdacht waaronder 304 niet geïdentificeerde.

## Geschiedenis
Vailly-sur-Aisne was het punt waar de Royal Scots en de Royal Irish regimenten de rivier de Aisne op 13 en 14 september 1914 overstaken om van hieruit een aanval voor te bereiden voor het veroveren van de hoogten aan de Chemin des Dames die door de Duitse troepen bezet was. Doordat deze heuvelrug de volgende jaren zwaar versterkt werd duurde het tot het offensief van april 1917 vooraleer de geallieerde troepen deze kon veroveren maar verloor deze opnieuw in juni 1918 aan de Duitsers. Uiteindelijk werd deze belangrijke heuvelrug door de Fransen op 15 september 1918 heroverd. Door de hardnekkige strijd om dit strategisch belangrijk gebied waren er heel veel slachtoffers gevallen en kon men pas na de wapenstilstand beginnen met het definitief begraven van de doden. De meerderheid van de hier begraven slachtoffers werden gedood tijdens de Slag van de Aisne in september 1914. Vailly British Cemetery was een van de vele begraafplaatsen die toen werden opgericht. De gesneuvelden werden vanuit de omliggende slagvelden en kleinere begraafplaatsen naar hier overgebracht. Deze begraafplaatsen waren: Aizy French Military Cemetery in Aizy-Jouy, Bazoches Communal Cemetery Extension (Aisne) in Bazoches-sur-Vesles, Braine French Military Cemetery in Braine, Brenelle Churchyard French Extension in Brenelle, Bucy-le-Long Churchyard in Bucy-le-Long, Château Thierry Communal Cemetery in Chateau-Thierry, Chavonne Communal Cemetery en La Noue German Cemetery in Chavonne, Courchamps Churchyard in Courchamps, Courcelles Communal Cemetery en Courcelles Communal Cemetery Extension in Courcelles-lès-Lens, Glennes Churchyard Extension in Glennes, La Cour-de-Soupir Farm in Soupir, Laffaux German Cemetery in Laffaux, Mont-Notre Dame Military Cemetery in Mont-Notre-Dame, Paars Churchyard in Paars, Soucy Communal Cemetery in Soucy, Vasseny French Military Cemetery in Vasseny en Vieil-Arcy British Cemetery in Viel-Arcy.
Onder de geïdentificeerde slachtoffers zijn er 367 Britten, 1 Canadees, 1 Fransman en 1 Duitser. Voor 40 doden werden Special Memorials opgericht omdat hun graven niet meer gelokaliseerd konden worden en men aanneemt dat ze zich onder de naamloze graven bevinden. Voor 18 andere slachtoffers, van wie men weet dat ze hier begraven werden maar niet meer teruggevonden werden zijn eveneens Special Memorials opgericht met de vermelding van de tekst: Buried near this spot. Er zijn ook Special Memorials voor drie slachtoffers die oorspronkelijk op andere begraafplaatsen begraven werden maar van wie de graven niet meer gevonden werden. 

## Graven

### Onderscheiden militairen
- Theodore Wright, kaptein bij de Royal Engineers ontving het Victoria Cross (VC) voor zijn heldhaftig optreden bij een actie op 23 augustus 1914, waarbij een brug over het Kanaal Bergen-Condé moest vernietigd worden. Hij raakt hierbij aan het hoofd gewond maar op 14 september hielp hij bij de passage van de 5th Cavalry Brigade over een pontonbrug nabij Vailly. Hierbij werd hij dodelijk gewond terwijl hij hielp bij het veilig stellen van de gewonden.
- Neil Douglas Findlay, brigadegeneraal bij de Royal Artillery Commanding 1st Div. Hij werd vereerd met de Order of the Bath (CB). Hij was 55 jaar toen hij sneuvelde op 10 september 1914 en daarmee de oudste militair in deze begraafplaats en tevens de eerste generaal die sneuvelde in deze oorlog.
- C.L. Price, kapitein bij de Royal Scots werd onderscheiden met de Distinguished Service Order (DSO).
- Arthur Edward Chambers, sergeant-majoor bij het Army Service Corps 50th Div. H.Q werd onderscheiden met de Meritorious Service Medal (MSM).
- kapitein Ronald Christie, de luitenants Ralph Lessingham Spreckley en Rhys Ivor Thomas en sergeant-majoor Norman Henry Macwhinnie werden onderscheiden met het Military Cross (MC). Deze laatste ontving ook de Distinguished Conduct Medal (DCM).
- onderluitenant Benjamin Rawlings, korporaal John Herbert Garside en de soldaten G. Craig en Arthur Henry Pragnell ontvingen de Military Medal (MM).

### Minderjarige militairen
- trompetter Ivor James van de Royal Field Artillery was 16 jaar toen hij op 16 september 1916 sneuvelde.
- geleider J. Crayton van de Royal Engineers was 17 jaar toen hij op 27 september 1917 sneuvelde.